# Ștefan cel Mare, Călărași
Ștefan cel Mare este o comună în județul Călărași, Muntenia, România, formată numai din satul de reședință cu același nume.

## Așezare
Comuna se afla în nord-estul județului, la limita cu județul Ialomița. Este traversată de șoseaua națională DN3A, care leagă Lehliu Gară de Fetești, precum și de calea ferată București-Constanța, pe care este deservită de halta de călători Ștefan cel Mare.

## Demografie
Componența etnică a comunei Ștefan cel Mare
     Români (96,19%)
     Alte etnii (0,13%)
     Necunoscută (3,69%)
Componența confesională a comunei Ștefan cel Mare
     Ortodocși (95,07%)
     Alte religii (0,76%)
     Necunoscută (4,16%)
Conform recensământului efectuat în 2021, populația comunei Ștefan cel Mare se ridică la 3.146 de locuitori, în scădere față de recensământul anterior din 2011, când fuseseră înregistrați 3.236 de locuitori. Majoritatea locuitorilor sunt români (96,19%), iar pentru 3,69% nu se cunoaște apartenența etnică. Din punct de vedere confesional, majoritatea locuitorilor sunt ortodocși (95,07%), iar pentru 4,16% nu se cunoaște apartenența confesională.

## Politică și administrație
Comuna Ștefan cel Mare este administrată de un primar și un consiliu local compus din 13 consilieri. Primarul, Nicolae Pandea[*], de la Partidul Național Liberal, este în funcție din 1990. Începând cu alegerile locale din 2024, consiliul local are următoarea componență pe partide politice:
|  | Partid                          | Consilieri | Componența Consiliului | Componența Consiliului | Componența Consiliului | Componența Consiliului | Componența Consiliului | Componența Consiliului | Componența Consiliului | Componența Consiliului | Componența Consiliului |
|  | ------------------------------- | ---------- | ---------------------- | ---------------------- | ---------------------- | ---------------------- | ---------------------- | ---------------------- | ---------------------- | ---------------------- | ---------------------- |
|  | Partidul Național Liberal       | 9          |                        |                        |                        |                        |                        |                        |                        |                        |                        |
|  | Partidul Social Democrat        | 2          |                        |                        |                        |                        |                        |                        |                        |                        |                        |
|  | Alianța pentru Unirea Românilor | 2          |                        |                        |                        |                        |                        |                        |                        |                        |                        |

## Istorie
Satul Ștefan cel Mare a apărut sub numele de Cocargeaua Nouă în urma reformei agrare din 1921, fiind arondat în 1931 comunei Perișoru. După al Doilea Război Mondial, comuna a primit numele de Ștefan cel Mare și a devenit comună de sine stătătoare, fiind transferată în 1950 raionului Fetești din regiunea Ialomița, apoi (după 1952) din regiunea Constanța și (după 1956) din regiunea București. În 1968 a revenit la județul Ialomița, reînființat. În 1981, o reorganizare administrativă regională a dus la transferarea comunei la județul Călărași.